# 印度力量車隊
印度力量車隊（英語：Force India Formula One Team Limited，简称Force India）是一支於2008年至2018年参与一级方程式锦标赛的車隊，前身为2006年成立的世爵F1车队。
2007年10月，由印度富商，翠鸟航空總裁維傑·馬爾雅與世爵車隊前任執行長米歇爾·摩爾牵头的财团以8,800萬歐元的價格收購世爵车队。该车队在同年10月24日取得國際汽聯認可，并正式更名为印度力量车队，其總部設立於英國銀石，並以印度赛照參加F1賽事，同时也是第一支代表印度参加F1赛事的车队。
2011年10月，印度企业撒哈拉家族集团以1亿美元收购了印度力量车队42.5%的股权，车队也由2012赛季起更改冠名为“撒哈拉印度力量一级方程式车队”(英語：Sahara Force India Formula One Team)，直至2018年车队被裁定代管为止。
2018年，在车队创始人維傑·馬爾雅被指控欺诈和拖欠贷款后，车队陷入财务危机，并于当年7月27日被伦敦高等法院裁定代管，进而进入转售流程。最终印度力量车队的资产在2018年8月23日被加拿大商人劳伦斯·斯托尔牵头的财团收购，而接手印度力量车队资产的新车队在以賽點印度威力車隊名义参加2018赛季下半季比赛后，于2019赛季更名为赛点车队继续征战F1赛事。

## 隊史

### 建队背景
印度力量车队的历史可以追溯到由埃迪·乔丹在1991年成立的乔丹车队，该车队在征战F1的15年历史中，共取得4场比赛的胜利，甚至在1999赛季取得年度车队季军。然而，与其它小车队一样，乔丹车队也面临着资金拮据的问题，并在进入21世纪后未能复制1999赛季的辉煌，而埃迪·乔丹也在2005年初将乔丹车队售予米德兰集团。
在以“乔丹车队”的名义征战2005年的比赛后，米德兰车队将乔丹车队更名为米德兰车队，继续参加2006年的比赛。但米德兰车队在运营车队的两个赛季之中依然长时间在队尾徘徊。2006年9月，米德兰集团以约1亿美元的价格将车队售予荷兰跑车制造商世爵汽车，并即时退出对米德兰车队的管理。
世爵汽车接手后，新车队以“世爵米德兰车队”的临时名称参加2006赛季最后三场比赛，并在2007赛季将车队更名为世爵F1车队。该赛季世爵车队取得了1个积分，并一度领跑欧洲站比赛，但车队却再度陷入财政危机，世爵汽车也于2007年8月宣布将售出车队的全部或部分股权。最终，时任印度联合酿酒集团主席維傑·馬爾雅和前世爵车队赛事主管米歇爾·摩爾牵头的财团以8,800萬歐元的價格买下世爵车队。
随后，车队被更名为印度力量车队，基地沿用世爵车队设于英国银石的设施，但改用印度赛照参加比赛，并留用原世爵车队领队科林·科勒斯及首席技术官迈克·加斯科因。

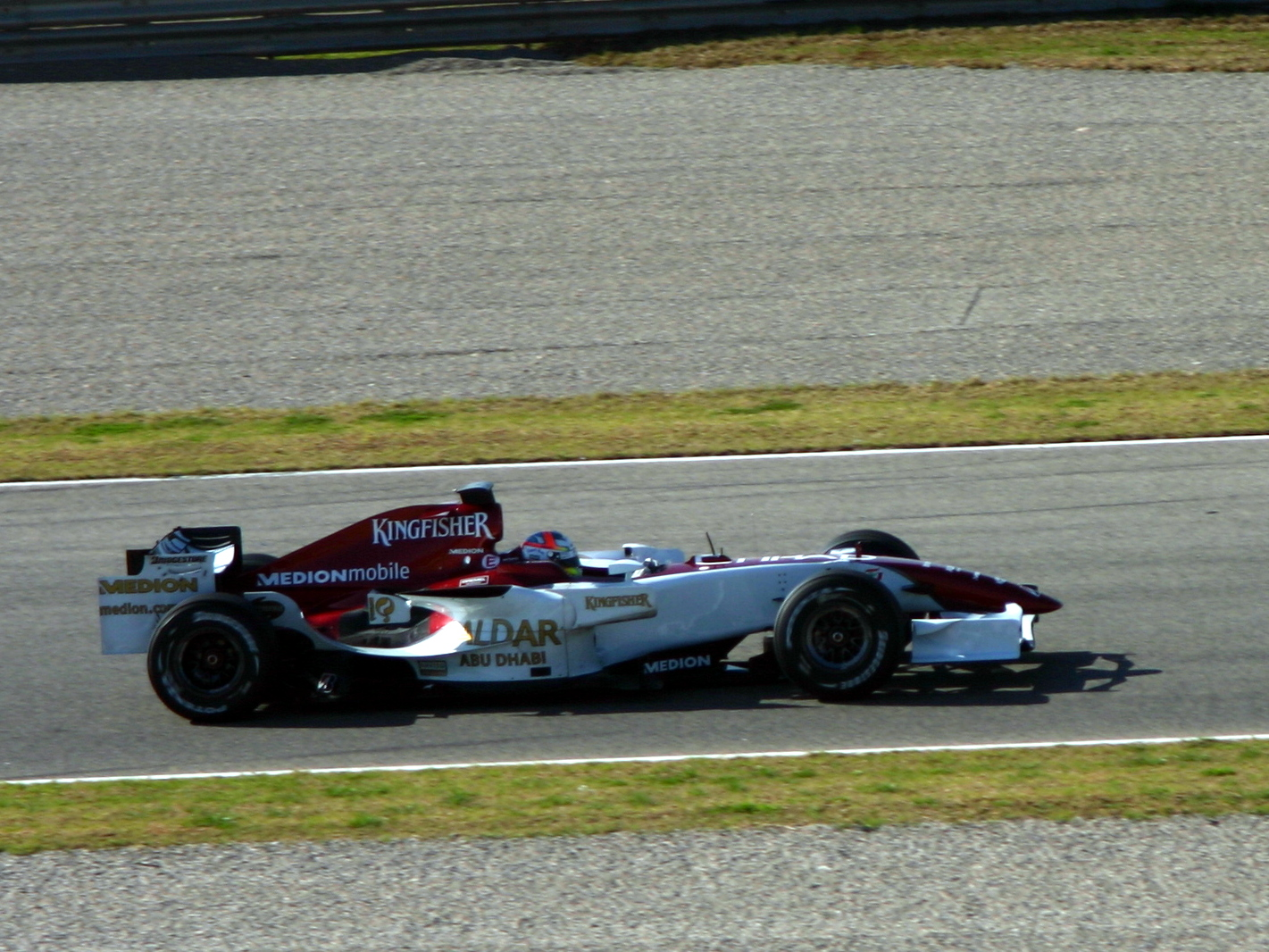
2008年1月驾驶印度力量VJM01赛车测试的阿德里安·苏蒂尔，赛车使用测试涂装

### 2008赛季
2008年1月，印度力量车队宣布，在留用原世爵车队车手阿德里安·苏蒂尔的同时，离开雷诺车队的意大利车手詹卡洛·费斯切拉加盟车队并成为2008赛季车队的一号车手。有趣的是，由于费斯切拉曾先后两次为车队的最初前身乔丹车队效力，此番加盟是他第三次为这支以英国银石为基地的车队效力。而离开红牛二队的车手维坦托尼奥·里尤兹与费斯切拉同时加盟车队，成为2008赛季车队的试车手。

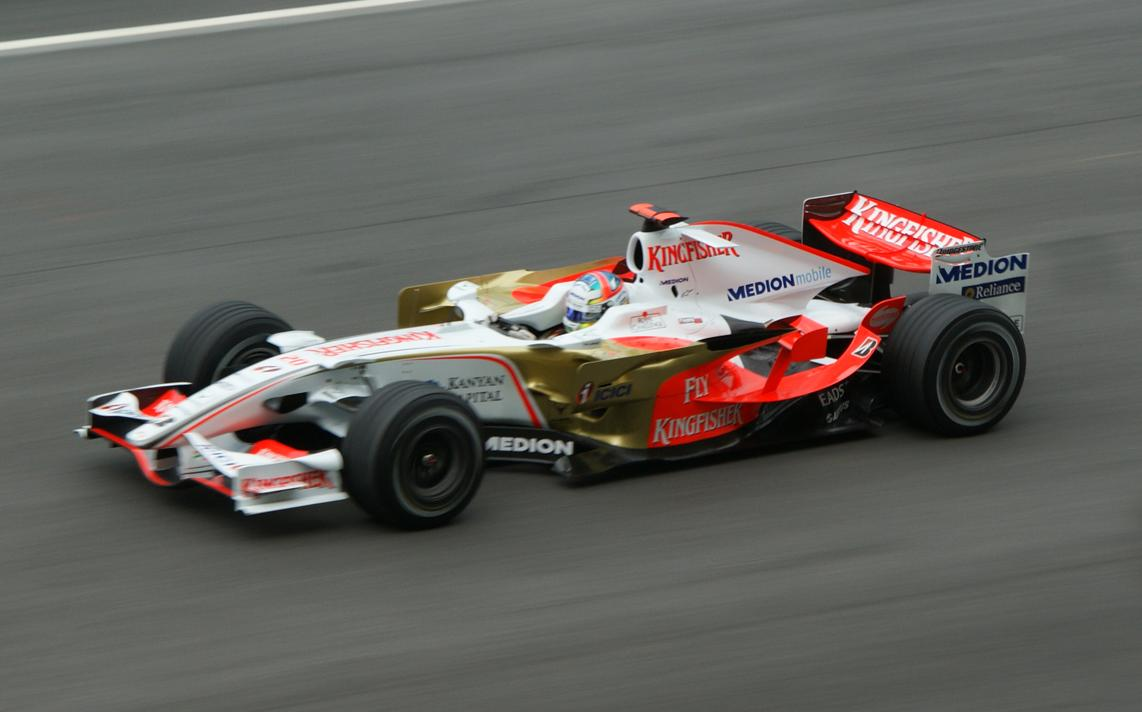
2008年马来西亚大奖赛上驾驶印度力量VJM01赛车的苏蒂尔

2008年2月，车队在印度孟买的印度之门前发布了新赛季的赛车VJM01，其中的VJM为车队创始人維傑·馬爾雅名字的缩写(Vijay Mallya)。该台赛车是在前一个赛季世爵车队的F8-VII B版赛车基础上升级而来，虽然继续使用法拉利所提供的引擎，但与前一个赛季的世爵车队类似的是，由于成本原因，车队使用的引擎是2007赛季规格的法拉利客户引擎。最初测试时，VJM01赛车使用白色、红色和金色搭配的涂装，但在正赛所使用的赛车上改用金色、钨色和白色相间的涂装。而伴随着可用预算增加、来自印度的赞助商支持以及空中客车公司提供的风洞支持，车队将新赛季的目标设定为击败前一个赛季曾排名世爵车队之前的超级亚久里车队。而在2008赛季中期，车队则提前将目标转向2009赛季，希望借由2009赛季F1的新规的引入取得更好的成绩。

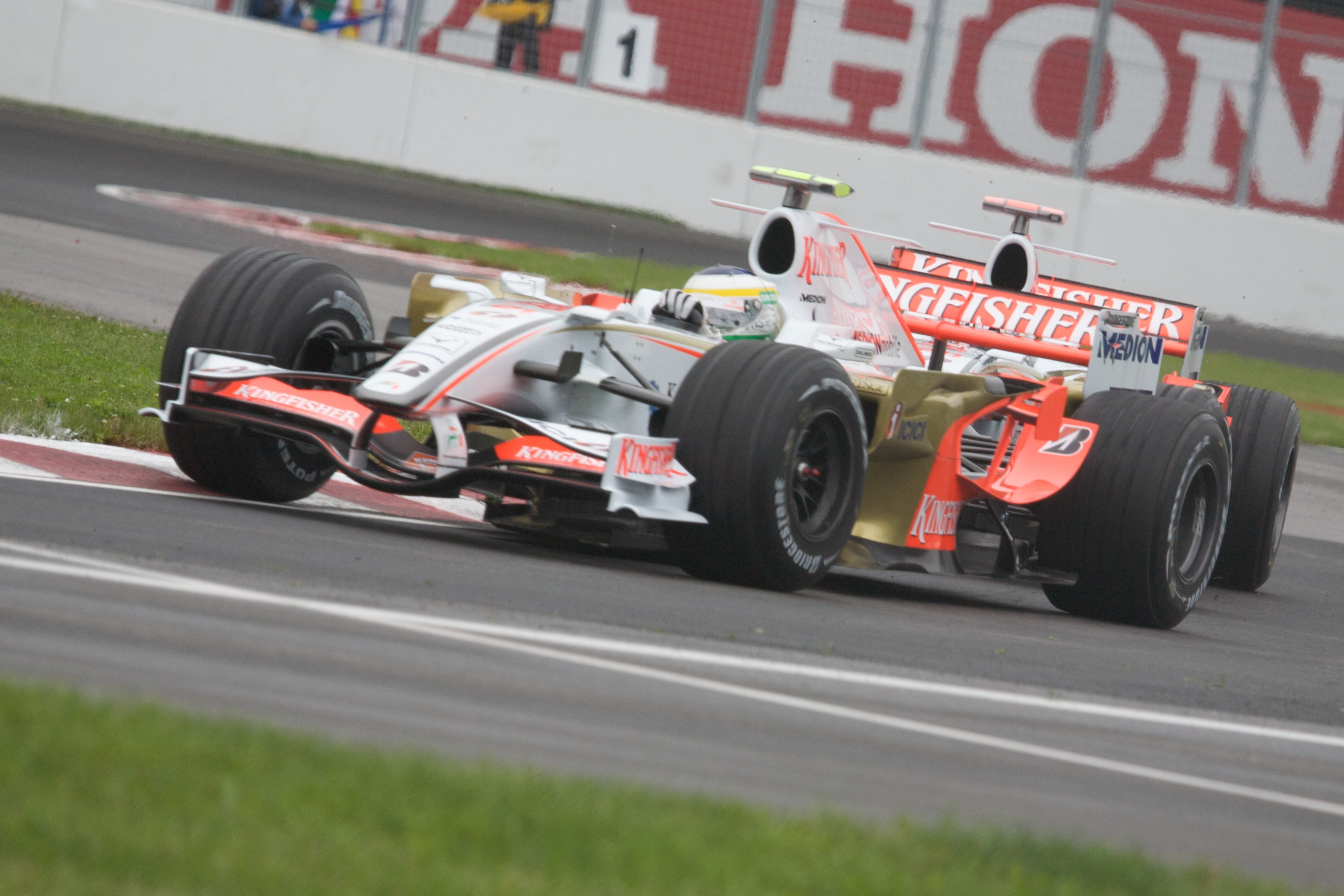
2008年加拿大大奖赛上驾驶VJM01赛车的费斯切拉

车队在处子秀及赛季揭幕战澳洲站上表现不佳，两台赛车双双在比赛初期退赛；但在随后的马来西亚站上，费斯切拉取得第12名，这是印度力量的赛车首次在F1正赛中完赛。接下来的巴林、西班牙和土耳其站上，费斯切拉和苏蒂尔均未能取得积分，最好成绩是费斯切拉在西班牙站取得的第10名（当时的积分制度为前8名取得积分）；然而在摩纳哥站的雨战上，苏蒂尔一度排名第4位，有望为印度力量车队取得赛季首个积分，但在比赛临近结束阶段，法拉利车队车手基米·莱科宁的赛车突然失控，并追尾了苏蒂尔的赛车，导致苏蒂尔因赛车后悬挂受损被迫退赛，未能取得积分。虽然迈克·加斯科因要求赛会对莱科宁的碰撞做出处罚，但赛会最终没有做出任何判罚，相反赛后苏蒂尔因在黄旗下超车，而在赛后被赛事干事调查，同时被给予警告——假如苏蒂尔顺利完赛，他将被给予25秒的罚时处罚，无缘取得积分。同样在该场比赛上，费斯切拉成为第9名在F1完成至少200场比赛的车手。
赛季中期，车队对赛车可靠性及性能做出了持续升级，进而缩小了与领先集团的差距，但由于超级亚久里车队在赛季中期的退出，费斯切拉和苏蒂尔在大多数比赛中只能排名队尾发车。而在欧洲站带来的无缝换档变速箱升级是车队在赛季中期的最后一次升级，此时车队创始人马尔雅也意识到，车队在此前几个赛季中的预算缺乏及所有权的频繁更改是导致车队成绩落后的主要原因。
虽然欧洲站后VJM01赛车不再进行任何升级，但费斯切拉还是在意大利站排位赛上取得第12位，这是印度力量车队该赛季的最佳排位名次，然而在正赛中他却因事故退赛。随后在新加坡站和巴西站上，他又先后在两场比赛的中途凭借战略优势和丰富的经验一度排名第2位及第5位，然而新加坡站进站前的安全车出动和巴西站的变速箱故障使他未能在两场比赛中取得积分。
最终，该赛季印度力量车队未能获得任何积分，排名积分榜第10位，仅高于赛季中期退出的超级亚久里车队。

### 2009赛季

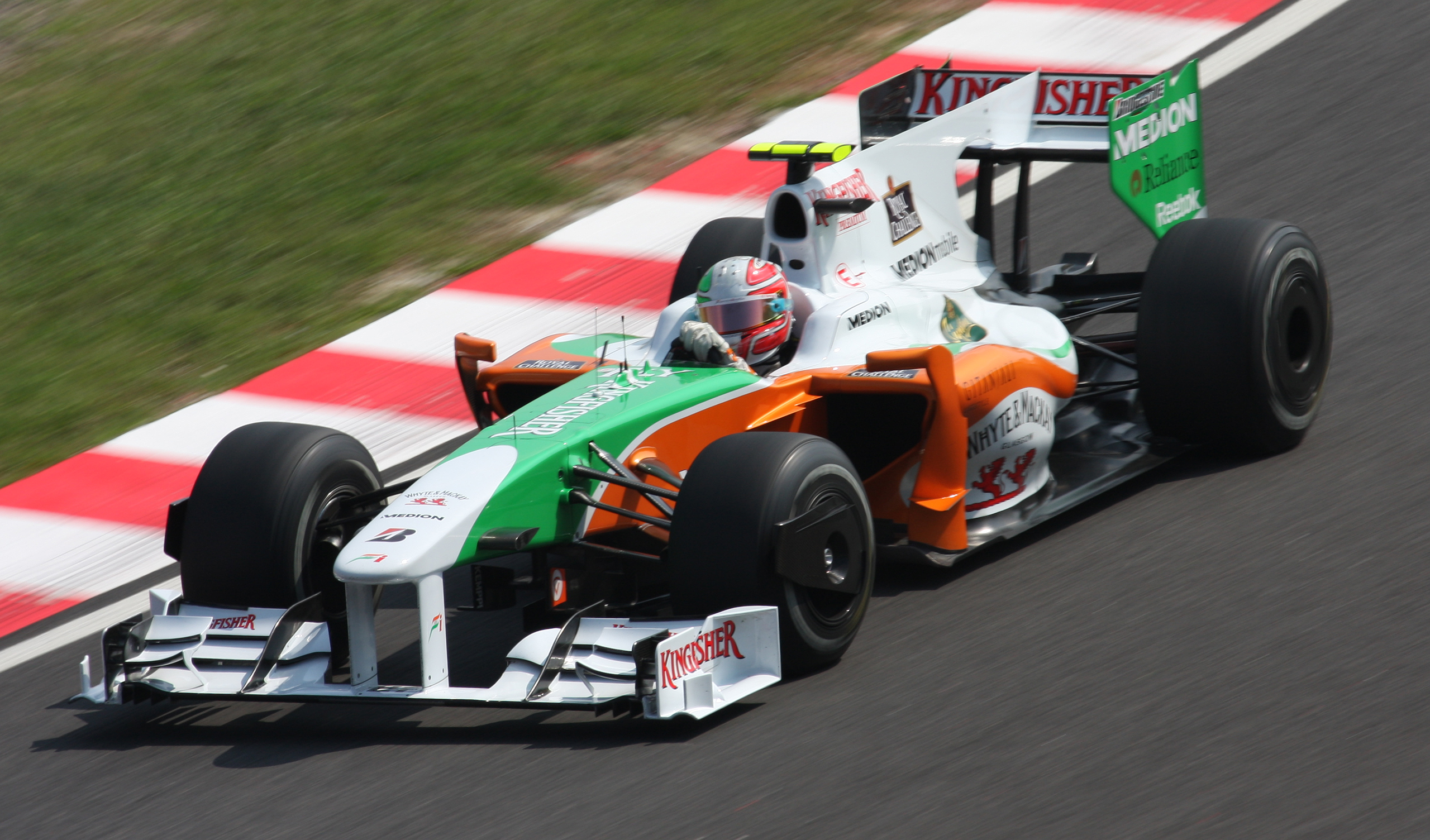
2009年日本大奖赛练习赛上驾驶印度力量VJM02赛车的维塔托尼奥·柳齐

印度力量车队在其第二个F1赛季留用了苏蒂尔及费斯切拉搭档的正赛车手阵容，里尤兹继续成为车队测试车手。2008年11月，印度力量车队与梅賽德斯-奔驰签订了为期5年的引擎供应协议，同时不再使用法拉利客户引擎。除引擎供应协议之外，印度力量车队还与以奔驰厂商车队身份运营的迈凯轮车队签订了变速箱、液压系统和KERS系统的供应协议。
该赛季车队的新车VJM02于2009年3月1日发布，赛车的配色同时改为与印度国旗配色相同的白色、橙色和绿色相间涂装。但在赛季开始前却有着一段小插曲：由於本田车队在2009赛季前退出，布朗車隊收购了本田车队的资产。然而由于布朗车队屬於新成軍車隊，因此按照F1规定，其车号必須列在最後順位，于是国际汽联原定將印度力量車隊兩位車手的編號前移至原本預留給本田車隊的18及19號位置，而布朗車隊則使用原属于印度力量车队的20及21两个车號。不過，由于印度力量車隊已經依據原本的20及21两个车號完成了各項周边銷售商品與推广的物料準備，因此国际汽联将印度力量車隊的车号恢复為20及21號，布朗车队的车号则向后顺延至22及23号，而18和19两个车号不再启用。
该赛季印度力量车队的赛车相较上赛季有着重大的进步。中国站上，苏蒂尔在比赛还剩6圈时，成功防守身后的刘易斯·汉密尔顿和提摩·格洛克，接近得到车队在F1的首个积分，然而由于受到水漂的影响，苏蒂尔发生侧滑，冲出赛道，未能获得积分；德国站上，苏蒂尔从第7位发车，并一度排名第2位，但在出维修站通道后与基米·莱科宁发生碰撞，前翼受损，不得不再次进站更换前翼，最终只在比赛中取得第15位。
印度力量车队的高光时刻在比利时站到来：该场比赛中，印度力量车队带来了技术升级，而费斯切拉先是在周六排位赛上取得印度力量车队建队史上的首个杆位，又在第二天的正赛之中以不足1秒的劣势位居基米·莱科宁之后，取得比赛亚军，为印度力量车队取得了在F1的首个积分及首个领奖台完赛。由于VJM02赛车未装载KERS系统，因此在面对装载系统的法拉利赛车时，费斯切拉无法还击。费斯切拉在该场比赛取得的杆位是印度力量车队在F1取得的唯一一个杆位，而亚军完赛也是车队F1史上的最佳完赛名次。
由于费斯切拉在比利时站的良好表现，当周即有流言指出他已被法拉利车队选中，以替代在菲利佩·马萨在匈牙利站严重受伤后表现不佳的代打车手卢卡·巴多尔。2009年9月3日，印度力量车队宣布与费斯切拉提前解约，以允许费斯切拉前往法拉利车队。四天后的9月7日，试车手维坦托尼奥·里尤兹被任命为费斯切拉离队后的替代车手，将代表车队出赛2009赛季的剩余比赛。
意大利站上，苏蒂尔在排位赛取得第2位，而首次驾驶印度力量赛车出战正赛的里尤兹则取得第7；正赛中苏蒂尔取得第4名，同时取得正赛最快圈速，这也是印度力量车队取得的首个全场最快圈速，而一度排名第4位的里尤兹则因变速箱故障退赛。
最终，印度力量车队在该赛季以13分在车队积分榜上排名第9位，位居红牛二队之前。

### 2010赛季

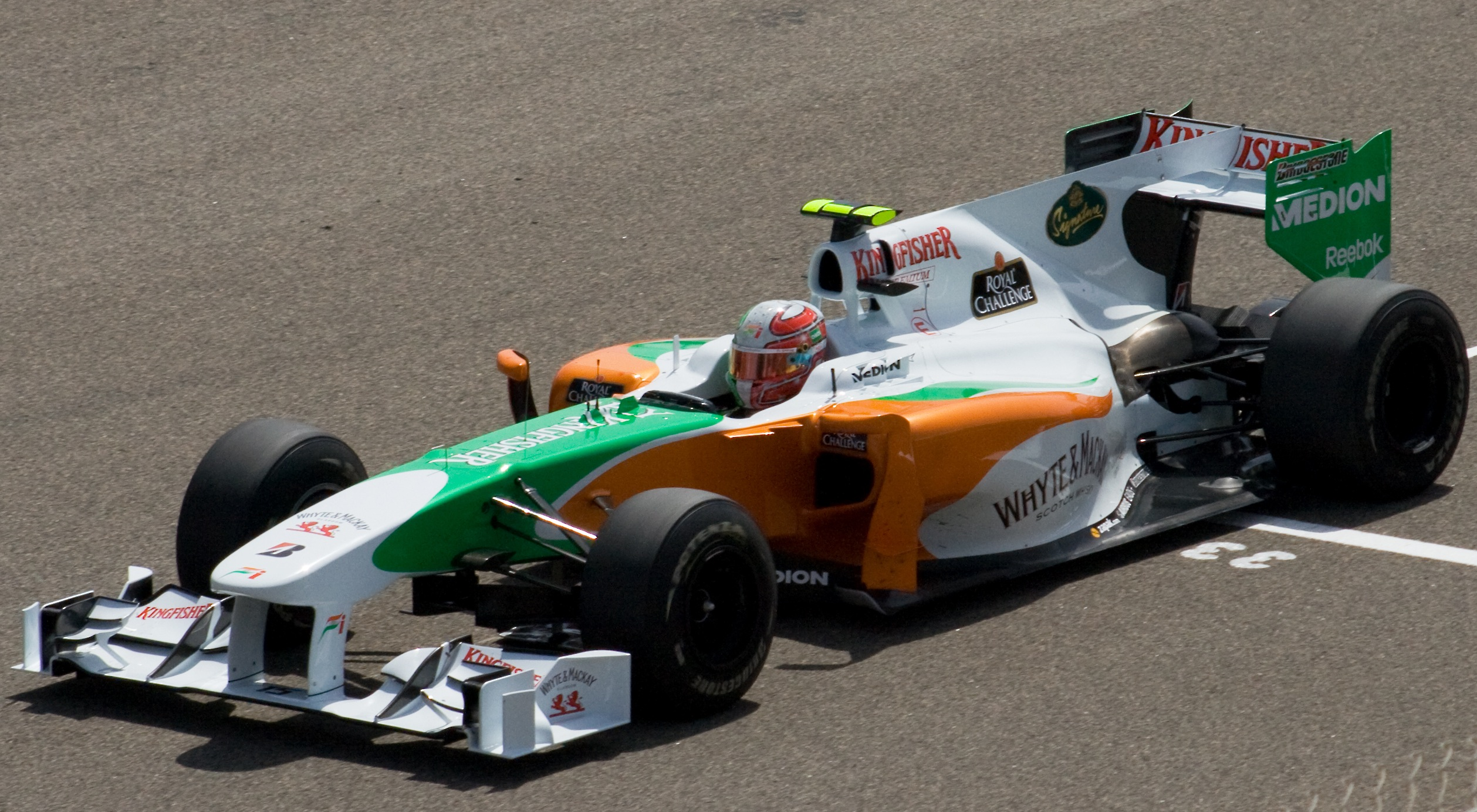
2010年巴林大奖赛上驾驶印度力量VJM03赛车的维坦托尼奥·里尤兹

2009年11月27日，印度力量车队宣布车队在2010赛季将继续留用苏蒂尔及里尤兹两位正赛车手；而在英国车手保罗·迪·雷斯塔和美国车手小约翰·兰德尔·希尔德布兰德先后代表车队参加测试后，迪·雷斯塔的成绩更好，因此他成为车队2010赛季的试车手。2010年2月，车队也正式发布了新赛季的赛车VJM03。
揭幕战巴林站上，里尤兹取得第9名，为车队取得了新赛季的首个积分；而苏蒂尔虽然以第10名起步，但在第一圈与雷诺车队的罗伯特·库比卡相撞，最终以第12名完赛；澳大利亚站上，苏蒂尔再度进入第三节排位赛，但正赛却因引擎故障退赛；在排位赛取得第13位的里尤兹则在正赛排名第7位，再度取得积分；马来西亚站上，苏蒂尔在排位赛取得个人最佳的排位成绩第4位，正赛上又取得第5名，该赛季首次取得积分，里尤兹则由于油门故障退赛。中国站上，里尤兹由于在刹车时失控而与小林可梦伟和塞巴斯蒂安·布埃米的赛车相撞，连续第二场比赛退赛，而苏蒂尔排名第11位，距离得分仅一步之遥。
此后的6场比赛之中，印度力量车队的两位车手继续着稳定的得分节奏：苏蒂尔连续6场比赛取得积分，而里尤兹也有着两次第9名的完赛记录。其中，在摩纳哥站和加拿大站上，苏蒂尔和里尤兹均取得积分，这是印度力量车队史上首次和第二次取得双积分完赛。但在赛季后半部分的比赛之中，车队的两位车手均仅仅取得两次积分区完赛，其中苏蒂尔在比利时站上取得一次第5名，而里尤兹则在第一届韩国站上取得第6名。
赛季中期，车队的多位高层人员离开车队：效力车队多年的技术总监詹姆斯·基离队加盟索伯车队，而车队首席设计师刘易斯·巴特勒，高级空气动力学工程师玛丽安·辛森和商业总监伊恩·菲利普斯也同样选择离队。
该赛季印度力量车队取得68个积分，在车队积分榜上排名第7位，进一步向中游集团靠拢。

### 2011赛季

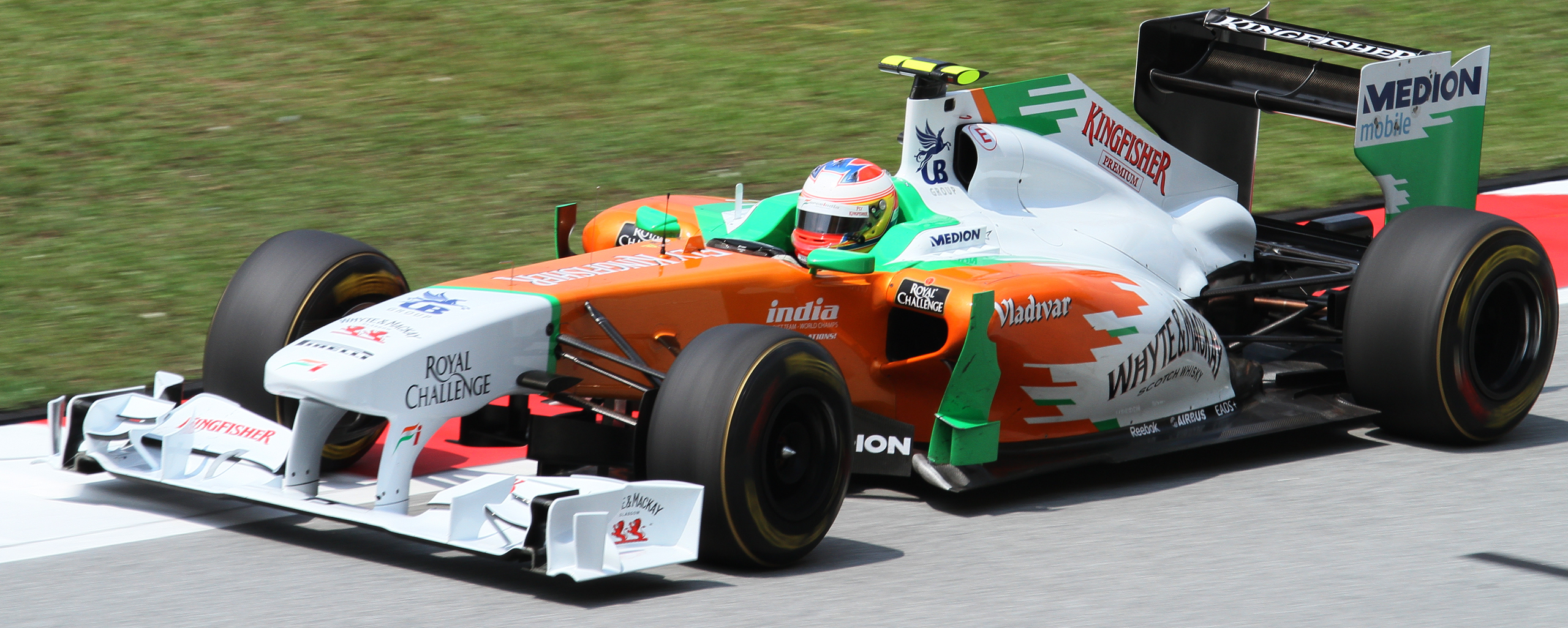
2011年马来西亚大奖赛练习赛上驾驶印度力量VJM04赛车的保罗·迪·雷斯塔

2011年1月26日，印度力量车队宣布，上赛季车队的预备车手保罗·迪·雷斯塔转正成为2011赛季车队的正式车手，而苏蒂尔也继续留队，预备车手的席位则被上赛季效力于威廉姆斯车队的德国车手尼科·霍肯伯格得到。车队的新车VJM04也在同年2月8日以在线发布的形式首次亮相，该赛车也是车队新技术总监安德鲁·格林就任后监督设计和研发的首部赛车，而车队多年的合作伙伴迈凯轮应用技术和梅賽德斯-奔驰也继续为车队提供了技术支持，奔驰的自然吸气V8引擎可提供约900马力的动力，这为该赛季车队的成绩提升打下了良好的基础。
揭幕战澳大利亚站上，苏蒂尔和迪·雷斯塔以第11和12位冲线，但由于索伯车队的两部赛车均使用了违反技术规定的尾翼而在赛后被取消成绩，苏蒂尔和迪·雷斯塔的成绩最终被提升为第9位和第10位。下一站马来西亚站上，迪·雷斯塔再度取得第10位，苏蒂尔则以第11位冲线，未能取得积分。
中国站上，苏蒂尔和迪雷斯塔均未能取得积分。但在中国站赛后，苏蒂尔在上海的一家夜店中与路特斯车队所有人兼基尼资本首席执行官艾瑞克·路克斯发生冲突。该次冲突中，苏蒂尔曾打碎了一个香槟酒杯，并用打碎后的酒杯击打路克斯，导致路克斯颈部受伤，伤口处接受了24针的缝针治疗。虽然此后苏蒂尔表示了歉意，并称这次事故为无意间发生的事故，但路克斯的律师事后仍以人身攻击和重伤他人的罪名向苏蒂尔提起刑事诉讼。针对这一诉讼，印度力量车队老板維傑·馬爾雅也表示，在案件未有进一步进展前，将不会对苏蒂尔采取任何行动。
迪·雷斯塔在马来西亚站后的连续8场比赛中均未能取得积分，相反苏蒂尔在摩纳哥站、欧洲站和德国站上三次取得积分。随后，迪·雷斯塔在匈牙利站取得第7名，在意大利站和新加坡站又先后取得第8名和第6名，苏蒂尔则在比利时站取得第7名，新加坡站取得第8名。两位车手在日本站均未能取得积分，而后迪雷斯塔在韩国站、阿布扎比站和巴西站上各取得第10、第9和第8名，苏蒂尔则在印度站、阿布扎比站和巴西站连续三场比赛取得积分，其中巴西站取得的第6名也是他在该赛季最高的完赛名次。
最终，印度力量车队凭借着更加稳定的完赛表现，以69分排名车队积分榜第6位，仅落后第5名雷诺车队4分。

### 2012赛季

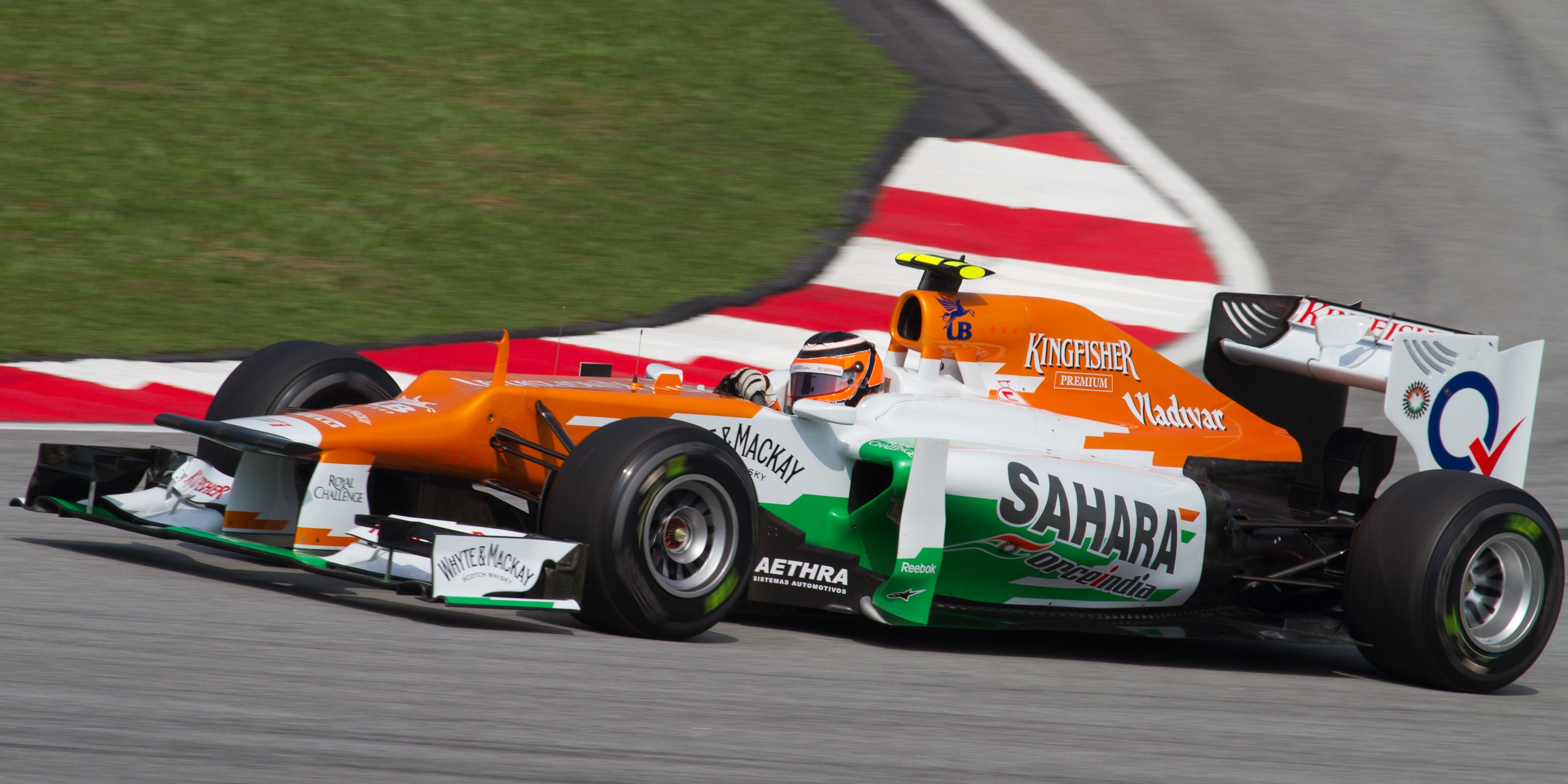
2012年马来西亚站驾驶印度力量VJM05赛车的霍肯伯格

2011年12月16日，印度力量车队宣布，尼科·霍肯伯格和保罗·迪·雷斯塔将在2012赛季为车队出赛
，苏蒂尔则因2011赛季中国站赛后冲突事件的原因被车队解雇。随后，儒勒·比安奇被任命为车队的预备车手，将为车队在部分分站出赛周五练习赛。2012年2月3日，车队在英国银石的总部发布了2012赛季的VJM05赛车，这也是印度撒哈拉家族集团收购印度力量车队股权后的首辆赛车，而车队全名也自该赛季起更名为“撒哈拉印度力量车队”。
揭幕战澳大利亚站上，迪雷斯塔即为车队取得了第10名，成功取得积分；而在马来西亚站上，迪雷斯塔和霍肯伯格分别获得第7名和第9名，而霍肯伯格也拿到了代表印度力量车队的首个积分。中国站上，两位车手均未能取得积分。而由于2011年巴林反政府示威的原因，印度力量车队曾计划退出巴林站比赛，也因此与F1主席伯尼·埃克莱斯顿发生冲突，但最终印度力量车队依然正常参加了该场比赛，迪雷斯塔也在正赛中取得第6名。
该赛季车队的两位车手发挥稳定，多次取得积分：全赛季的比赛中，迪雷斯塔共9次取得积分，并在新加坡站上取得个人F1职业生涯最佳的第4名；而霍肯伯格则11次取得积分，在比利时站上取得第4名，在新加坡站上取得全场最快圈速，甚至一度在收官战巴西站上领跑，最终在与刘易斯·汉密尔顿发生事故并被罚通过维修区后，他以第5名完赛。
两位车手在该赛季共取得109个积分，帮助车队在车队积分榜上排名年度第7位。

### 2013赛季

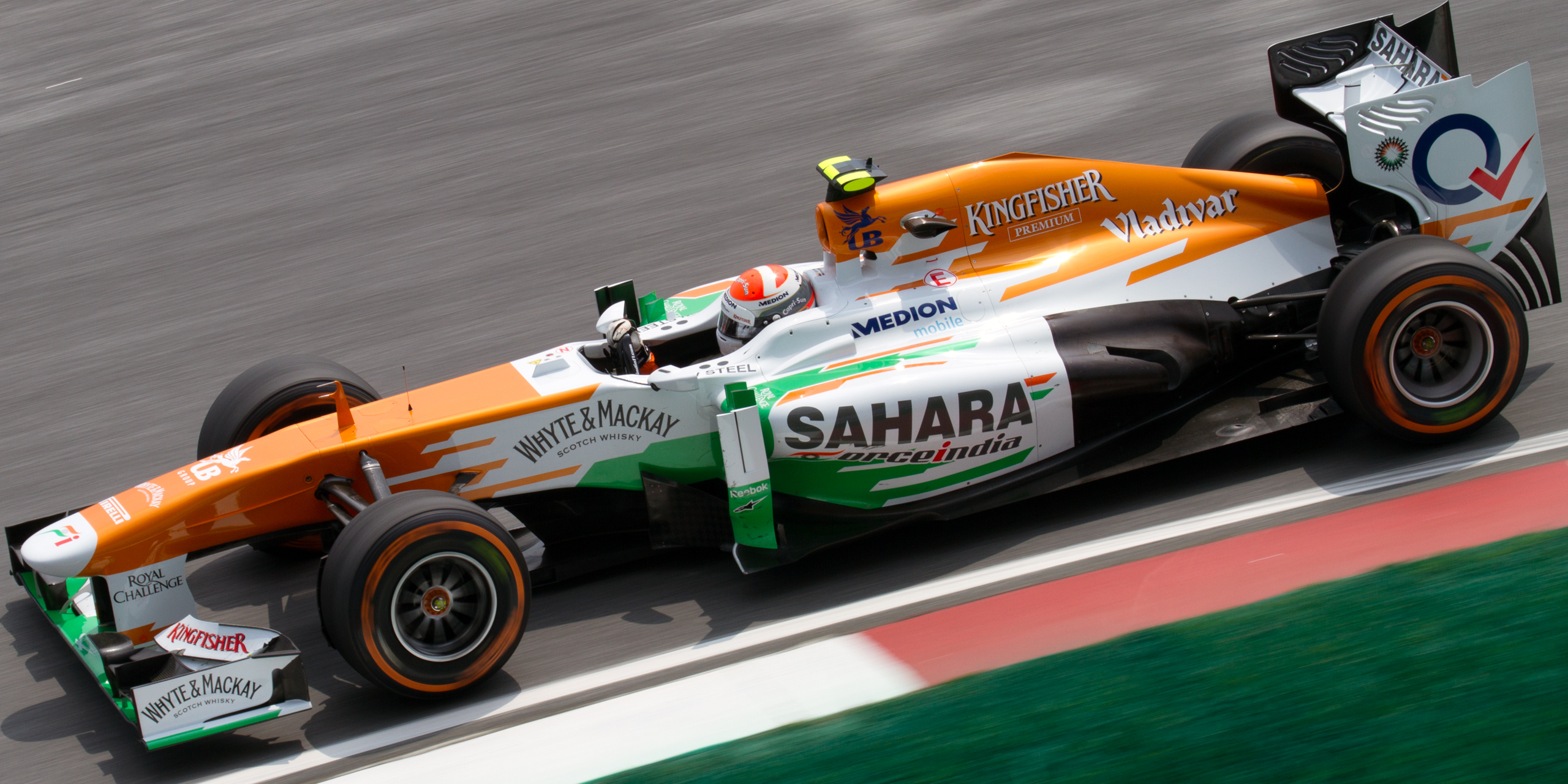
2013年马来西亚大奖赛上驾驶印度力量VJM06赛车的阿德里安·苏蒂尔

该赛季印度力量车队选择连续第三个赛季留用迪雷斯塔，同时苏蒂尔在赋闲一年后回归车队，取代离队加盟索伯车队的霍肯伯格。而车队的新车VJM06则在2013年2月1日于车队总部发布。
揭幕战澳大利亚站上，迪雷斯塔和苏蒂尔分别取得第7和第8位，这是车队建队史上最佳的揭幕战成绩。然而全赛季之中，两位车手的表现不如上赛季稳定，迪雷斯塔虽然在中国站至英国站期间连续6场比赛取得积分，甚至在巴林站取得第4名，距离积分区仅一步之遥，但他在英国站后却连续7场比赛未能得分，直到印度站及阿布扎比站才再度取得积分。而苏蒂尔更是除揭幕战外，全赛季只有7次取得积分，最好成绩是在摩纳哥站取得的第5名。
最终，该赛季印度力量车队共取得77分，但车队积分榜排名相比上赛季提升一位，以第6名作收。

### 2014赛季

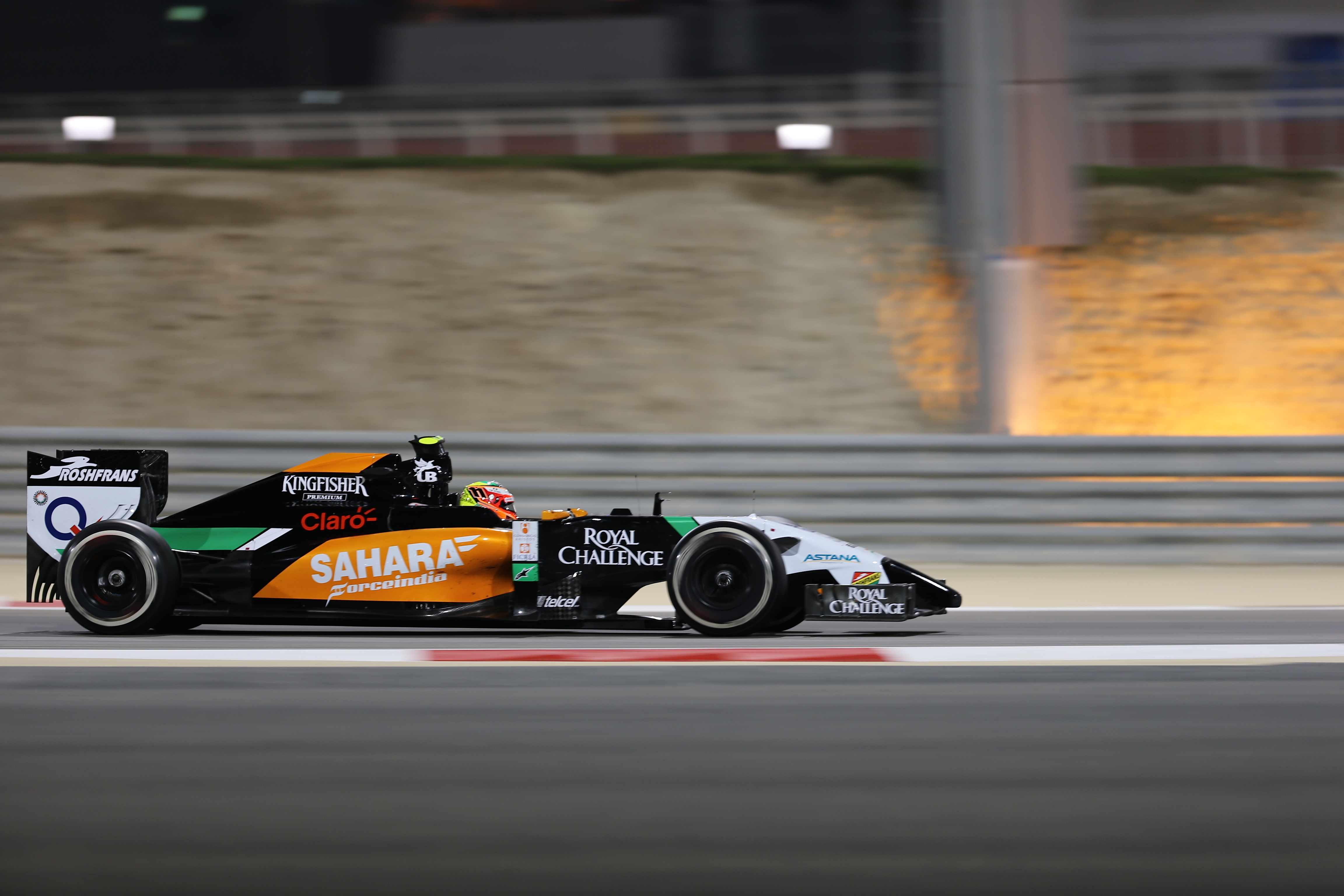
2014年巴林大奖赛上驾驶印度力量VJM07赛车的沙治奧·佩雷斯

该赛季印度力量车队将两名正赛车手全部更换，沙治奧·佩雷斯从迈凯伦车队转会而来并取代回归DTM赛事的迪雷斯塔的席位，而苏蒂尔则与霍肯伯格互换席位，霍肯伯格也在时隔一个赛季后再度回归车队，车队的预备车手则更换为西班牙车手丹尼尔·琼卡德拉。该赛季车队的新赛车VJM07使用了梅赛德斯提供的全新1.6升V6涡轮增压发动机，而赛车涂装颜色也由此前赛季的白色主色调更改为黑色主色调。
揭幕战澳大利亚站上，佩雷兹和霍肯伯格即双双取得积分，前者在丹尼尔·里卡多因赛车违反燃油限制而取消成绩后递补至第10位，取得了代表印度力量车队的首个积分，而后者取得第6名，F1职业生涯中首次在阿尔伯特公园赛道完赛。在巴林站上，佩雷兹取得季军，首次代表印度力量车队登上领奖台的同时，也为印度力量车队取得了2009年比利时站后的首次登台，这同时也是佩雷兹职业生涯的第4次领奖台完赛。此后在奥地利站上，佩雷兹又取得了个人F1生涯及印度力量车队的第三次全场最快圈速。
该赛季VJM07赛车的可靠性和稳定性得到加强，令佩雷兹和霍肯伯格成为积分区常客，最终车队以155分在车队积分榜上连续第二个赛季排名第6位。

### 2015赛季

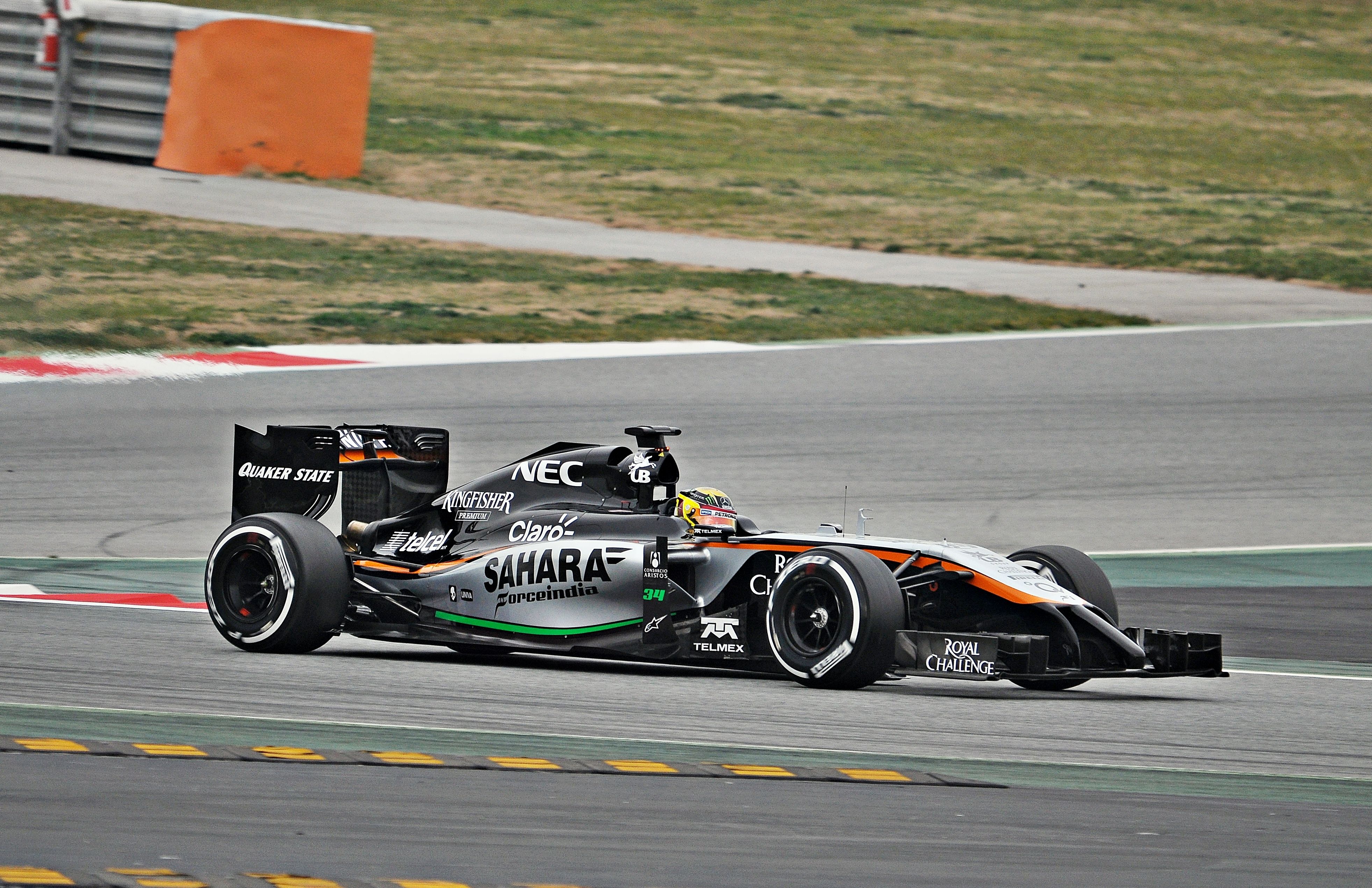
2015赛季季前测试上驾驶印度力量VJM07赛车的帕斯卡·维尔莱茵，赛车使用2015赛季涂装

2014年10月19日，印度力量车队宣布霍肯伯格将在2015赛季留队；同年11月4日，车队宣布佩雷兹也将于2015赛季留队，但佩雷兹方面称关于进一步延长合同的合同谈判“正在进行中”，最终车队也在收官战阿布扎比站前宣布佩雷兹将续约两年，为车队效力至2016赛季结束。

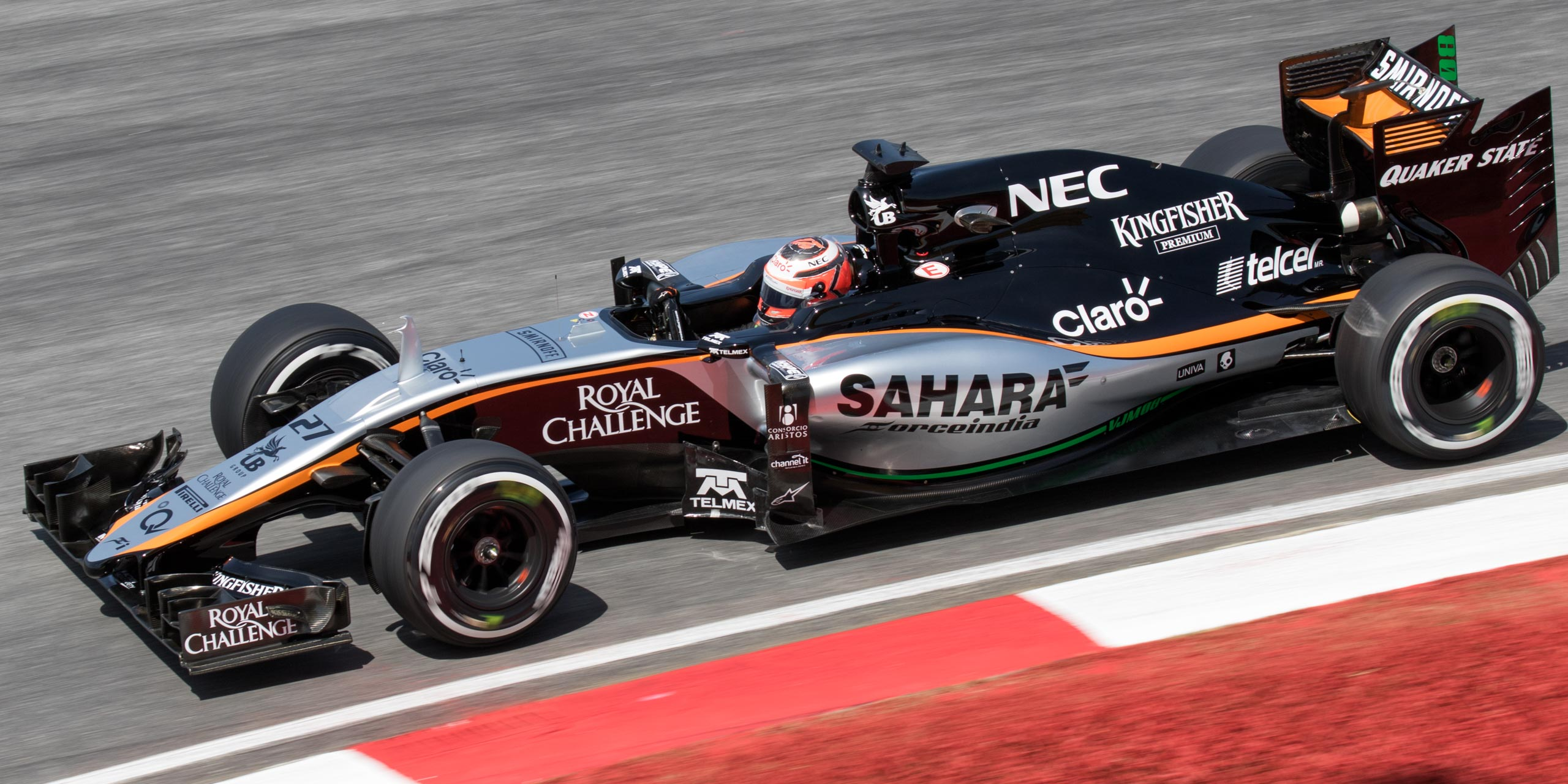
2015年马来西亚大奖赛上驾驶印度力量VJM08初版赛车的霍肯伯格

2015年1月21日，车队在墨西哥城的索馬亞博物館公布了2015赛季的新车涂装，但车队并未同时发布新车，而是使用一台改款的VJM07赛车来揭晓新涂装。随后在西班牙赫雷斯赛道进行的2015赛季第一轮季前测试上，车队未能参加测试。虽然车队官方给出的原因是新车研发出现挫折，但有消息人士称新车未能发布以及车队未能参加测试的原因是车队存在财政问题，甚至资不抵债，无法为车队的供应商进行付款，进而导致赛车无法得到足够的备件。随后车队副领队罗伯特·弗恩利承认，车队可能错过该赛季全部三次季前测试，而真正导致新车研发进度延后的原因是车队在空气动力学测试上使用了前丰田车队设置在德国科隆的风洞。
最终，印度力量车队在加泰罗尼亚赛道举行的2015赛季第二次季前测试上，使用2014赛季的VJM07赛车进行测试，以获得2015赛季新配方轮胎的相关数据。而新赛季的赛车VJM08直到第三次测试的第二天才由霍肯伯格完成首航。
VJM08赛车本质上是上赛季VJM07赛车的升级版，并且在实战中保持了极强的可靠性。揭幕战澳大利亚站上，霍肯伯格获得第7，佩雷兹取得第10。然而接下来的马来西亚和中国站上两位车手均未能取得积分，直到巴林站才由佩雷兹获得第8名，再次取得积分。摩纳哥站上佩雷兹取得第7，加拿大站上霍肯伯格取得第8，而奥地利站上霍肯伯格和佩雷兹分别取得第6和第9，赛季第二次双车取得积分。

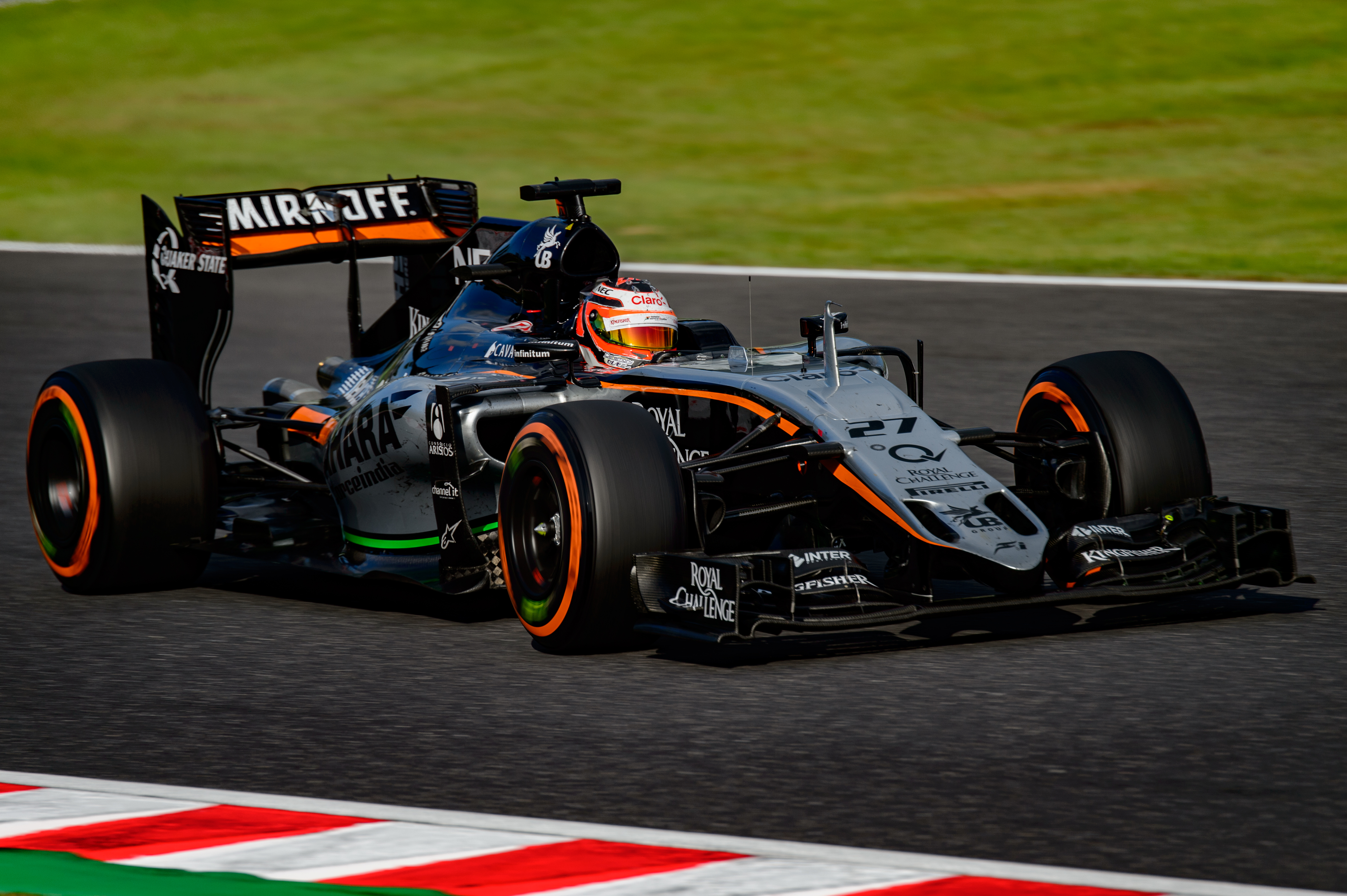
2015年日本站上驾驶印度力量VJM08赛车的尼科·霍肯伯格，此台为升级后的B版赛车

英国站开始，车队推出了经过升级的B版赛车，新赛车鼻翼相比初版赛车更短，同时设置有两个开口。最初，鼻翼上的开口被认为违反F1技术规定，但车队在赛车底盘下方引入了一个勺形面板，改善赛车的气流的同时，也使赛车符合技术规定。随后车队也在B版赛车的基础上对前翼、尾翼、后悬挂等陆续进行了升级。
B版赛车也取得了相比上半个赛季更好的成绩：比利时站上，佩雷兹在第一圈接近取得领先，并最终以第5名完赛；意大利站和新加坡站上佩雷兹又分别取得了第6名和第7名，为车队稳定取得积分。但在9月，车队以F1管理公司违反竞争法为由向欧盟提起正式投诉。随后在俄罗斯站上，佩雷兹取得季军，这是车队在2014年巴林站后首次登上领奖台。墨西哥站上霍肯伯格取得第7名，佩雷兹则在主场取得第8名。
随着巴西站霍肯伯格取得第6名，以及收官战阿布扎比站上霍肯伯格和佩雷兹分别取得第7名和第5名，印度力量车队最终在该赛季取得136分，在车队积分榜上排名第5位，第5位也是印度力量车队至此的最佳年度排名。

### 2016赛季

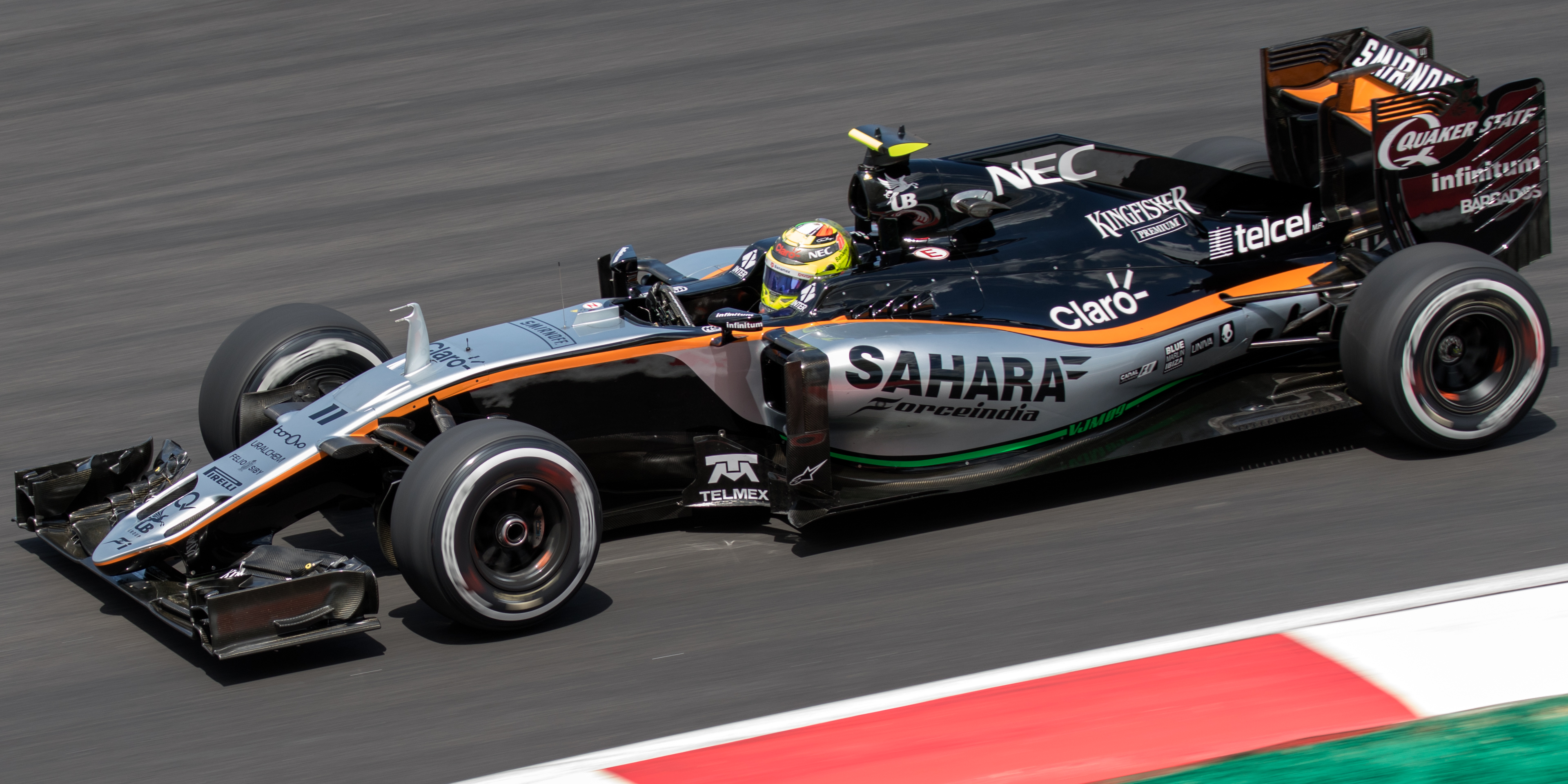
2016年马来西亚站上驾驶印度力量VJM09赛车的沙治奧·佩雷斯

该赛季车队继续留用霍肯伯格和佩雷兹的车手搭档，而该赛季的VJM09赛车则延续了上赛季的良好表现，成为积分区中上游常客。
该赛季的摩纳哥站上，佩雷兹取得季军，这是印度力量车队史上（包含各个前身）在内首次在摩纳哥登上领奖台。而在阿塞拜疆巴库举行的欧洲站上，佩雷兹再次取得季军。比利时站上，霍肯伯格取得第4名，佩雷兹取得第5名，这是印度力量车队继巴林站之后，再次有两位车手在同一场比赛中取得前5名完赛的成绩。虽然霍肯伯格该赛季未能登上领奖台，但他在中国站上取得全场最快圈速，这是印度力量车队取得的第4个全场最快圈速，也是霍肯伯格职业生涯的第二个全场最快圈速。
最终，印度力量车队以173个积分取得车队积分榜第4位，超越威廉姆斯车队的同时，也取得队史最佳的车队年度排名。

### 2017赛季
该赛季是印度力量车队征战F1的第10个赛季，车队也迎来了两个重要的变动：车手阵容上，效力车队三个赛季的霍肯伯格选择转投雷诺车队，他的席位最终被上个赛季曾在马诺车队效力的埃斯特班·奥康取代，而奥康也迎来他的第一个完整F1赛季。佩雷兹则继续留队，迎来为印度力量车队效力的第四个赛季。车队赞助商方面，曾赞助多个赛车项目及车队的德国倍世净水自该赛季起成为印度力量车队的主赞助商，而新赛季车队的VJM10赛车也因倍世净水的赞助原因使用粉色主色调的涂装，粉色涂装的赛车也被车迷、赛事评论员以及车队社交媒体称为“粉红豹”（昵称来源于美国动画）。
该赛季的VJM10赛车依然保持着良好的得分势头，多次进入积分区中上游的位置：赛季的前5场比赛中，佩雷兹和奥康均同时取得积分，印度力量车队也是2017赛季前5场比赛中唯一能够做到双车取得积分的车队，特别在西班牙站上，佩雷兹和奥康分别取得第4名和第5名，奥康的第5名完赛也是他2016赛季加入F1以来所取得的个人最佳成绩。然而这一得分节奏在摩纳哥站戛然而止，虽然佩雷兹取得了全场最快圈速，但他和奥康均未能取得任何积分。
奥康和佩雷兹也在该赛季多次发生赛道上的直接竞争，甚至发生事故：阿塞拜疆站上两位车手发生碰撞，导致佩雷兹赛车的左前悬挂和前翼受损并最终退赛，而奥康则以第6名完赛；比利时站上，两位车手在争夺位置时再次发生碰撞，最终奥康赛车的前翼受损，但仍以第9名完赛，佩雷兹的赛车发生爆胎，并因爆胎引发的赛车受损而最终退赛。
此赛季除摩纳哥站外，印度力量车队在其它分站均有积分入账，奥康和佩雷兹各只有2次及3次未能取得积分，而车队也以187个积分的成绩，连续第二个赛季排名车队积分榜第4位，而187个积分也是车队史上所取得的单赛季最多积分。

### 2018赛季夏休期前

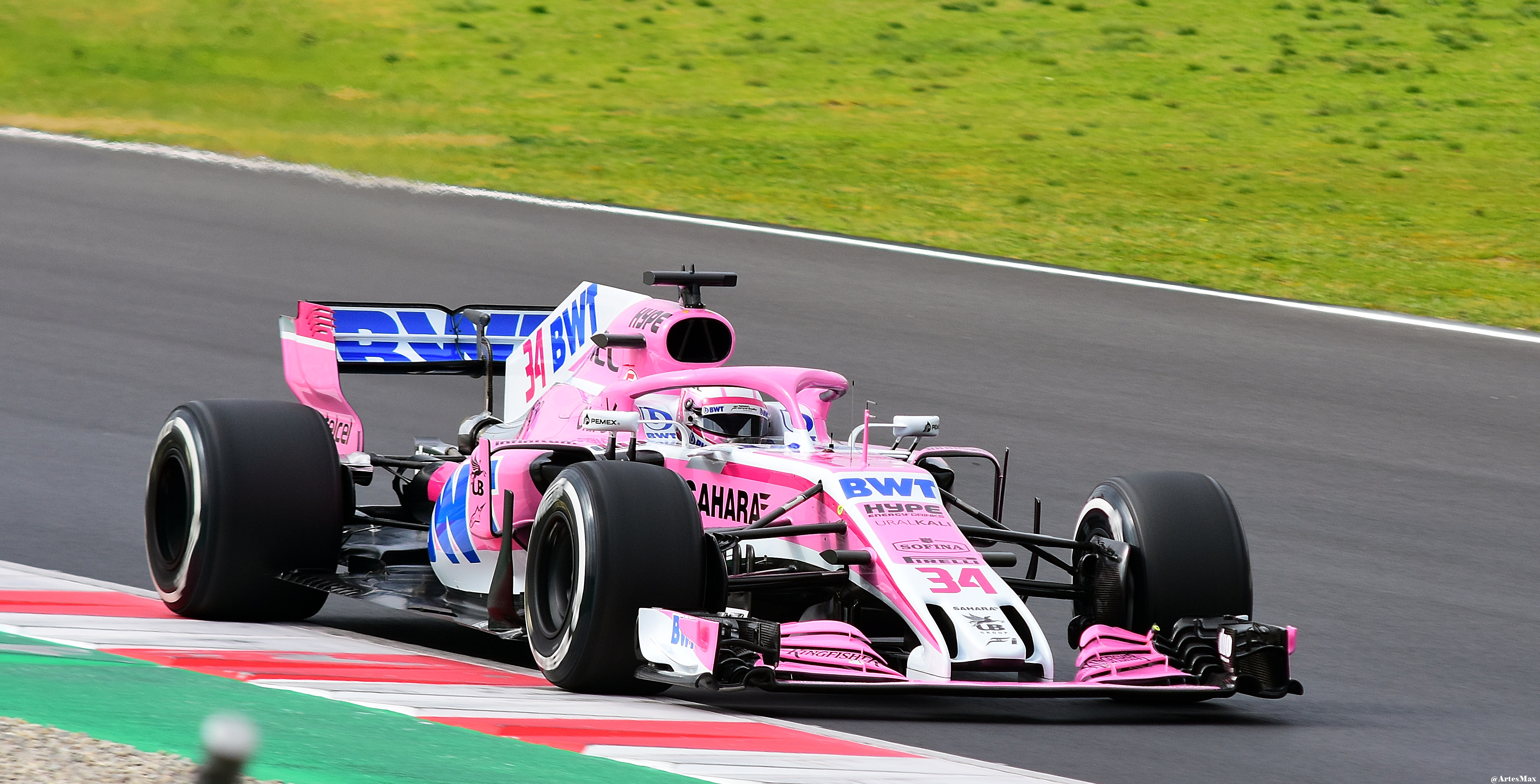
20185赛季季前测试上驾驶印度力量VJM11赛车的尼基塔·马泽平，VJM11也是印度力量的最后一台F1赛车

该赛季车队留用了佩雷兹和奥康的车手阵容，同时倍世净水继续以主赞助商身份赞助车队，因此该赛季车队的VJM11赛车继续以象征倍世净水的粉色涂装参赛，而车队也随后宣布加拿大车手尼古拉斯·拉提菲成为新赛季车队的预备车手及试车手。
揭幕战澳大利亚站上两位车手均未能进入积分区，车队直到巴林站才由奥康取得第10名，拿下新赛季的首个积分。而在中国站两位车手再次未能取得积分后，佩雷兹在阿塞拜疆站上取得季军，时隔一年再次代表印度力量车队登上领奖台，这也是印度力量车队取得的最后一个领奖台完赛成绩。夏休期前，虽然奥康和佩雷兹的得分节奏不如2017赛季，但他们还是凭借相对稳定的发挥，为车队取得了59个积分。

### 收购及更名（2018赛季夏休期）
由于印度力量车队创始人維傑·馬爾雅陷入欺诈和拖欠贷款的指控并可能被引渡至印度，印度力量车队陷入财务危机，并于匈牙利站前被伦敦高等法院裁定代管。此份代管令由包括佩雷兹在内的部分债权人发起，以保证原印度力量车队的团队在等待新买家接手的过渡阶段能够正常运作，避免车队因无人管理直接解散。最终，以加拿大商人劳伦斯·斯托尔牵头的财团以“英国赛点公司（Racing Point UK）”的名义收购了印度力量车队的资产。
虽然英国赛点公司最初有意收购印度力量车队的股权，然而由于收购车队股权需要与车队母公司的债权人（包括对母公司资产持有冻结令的13家银行）达成协议，因此赛点公司最终只能以收购车队资产并重新组队的形式参赛。最终，以原印度力量车队的资产为基础成立的新车队使用英国赛照，并由比利时站起以“赛点印度力量车队”名义继续参加该赛季余下的比赛。由于赛点印度力量车队属于新车队，原印度力量车队的赛季积分不能够被新车队所继承。
随后，国际汽联在F1参赛名单中对印度力量车队进行移除，但新车队允许保留2017赛季印度力量车队所获得的奖金，印度力量车队也就此结束了其在F1中的10个半赛季历史，起源自1991年乔丹车队的F1参赛资格也就此终止。
2019赛季起，赛点印度力量车队正式更名为赛点车队，并在2021赛季再次更名为阿斯顿·马丁车队继续在F1赛事征战。

## 成绩

### 成绩总览
| 赛季   | 队名                                               | 赛车         | 引擎                           | 轮胎 | 车号  | 车手                                            | 积分 | 车队排名 |
| ------ | -------------------------------------------------- | ------------ | ------------------------------ | ---- | ----- | ----------------------------------------------- | ---- | -------- |
| 2008年 | 印度力量F1车队                                     | VJM01        | 法拉利 056 2.4 V8              | B    | 20 21 | 阿德里安·苏蒂尔 詹卡洛·费斯切拉                 | 0    | 第10     |
| 2009年 | 印度力量F1车队                                     | VJM02        | 梅賽德斯 FO 108W 2.4 V8        | B    | 20 21 | 阿德里安·苏蒂尔 詹卡洛·费斯切拉 维塔托尼奥·柳齐 | 13   | 第9      |
| 2010年 | 印度力量F1车队                                     | VJM03        | 梅賽德斯 FO 108X 2.4 V8        | B    | 14 15 | 阿德里安·苏蒂尔 维塔托尼奥·柳齐                 | 68   | 第7      |
| 2011年 | 印度力量F1车队 (1–15) 撒哈拉印度力量F1车队 (16–19) | VJM04        | 梅賽德斯 FO 108Y 2.4 V8        | P    | 14 15 | 阿德里安·苏蒂尔 保罗·迪·雷斯塔                  | 69   | 第6      |
| 2012年 | 撒哈拉印度力量F1车队                               | VJM05        | 梅賽德斯 FO 108Z 2.4 V8        | P    | 11 12 | 保罗·迪·雷斯塔 尼科·霍肯伯格                    | 109  | 第7      |
| 2013年 | 撒哈拉印度力量F1车队                               | VJM06        | 梅賽德斯 FO 108F 2.4 V8        | P    | 14 15 | 保罗·迪·雷斯塔 阿德里安·苏蒂尔                  | 77   | 第6      |
| 2014年 | 撒哈拉印度力量F1车队                               | VJM07        | 梅賽德斯 PU106A Hybrid 1.6 V6t | P    | 11 27 | 沙治奧·佩雷斯 尼科·霍肯伯格                     | 155  | 第6      |
| 2015年 | 撒哈拉印度力量F1车队                               | VJM08 VJM08B | 梅賽德斯 PU106B Hybrid 1.6 V6t | P    | 11 27 | 沙治奧·佩雷斯 尼科·霍肯伯格                     | 136  | 第5      |
| 2016年 | 撒哈拉印度力量F1车队                               | VJM09        | 梅賽德斯 PU106C Hybrid 1.6 V6t | P    | 11 27 | 沙治奧·佩雷斯 尼科·霍肯伯格                     | 173  | 第4      |
| 2017年 | 撒哈拉印度力量F1车队                               | VJM10        | 梅賽德斯 M08 EQ Power+ 1.6 V6t | P    | 11 31 | 沙治奧·佩雷斯 埃斯特班·奥康                     | 187  | 第4      |
| 2018年 | 撒哈拉印度力量F1车队                               | VJM11        | 梅賽德斯 M09 EQ Power+ 1.6 V6t | P    | 11 31 | 沙治奧·佩雷斯 埃斯特班·奥康                     | 0    | Ex       |

### F1赛季成绩
(賽果底色示意列表)

P – 桿位

F – 最快圈速

* – 賽季進行中 

† –  車手未完成賽事，但已完成90%的原定賽程，因而有排名 

‡ –  由於未完成預定距離的75％，因此該場比賽只能獲得一半積分 

※ –  雙倍積分（僅採用一次：2014年阿布達比大獎賽）

### 2000年代
| 赛季 | 底盘  | 引擎                    | 輪胎 | 车手            | 1   | 2   | 3   | 4   | 5   | 6   | 7   | 8   | 9   | 10  | 11  | 12  | 13  | 14  | 15  | 16  | 17  | 18  | 積分 | 名次 |
| ---- | ----- | ----------------------- | ---- | --------------- | --- | --- | --- | --- | --- | --- | --- | --- | --- | --- | --- | --- | --- | --- | --- | --- | --- | --- | ---- | ---- |
| 2008 | VJM01 | 法拉利 056 2.4 V8       | B    |                 | AUS | MAL | BHR | ESP | TUR | MON | CAN | FRA | GBR | GER | HUN | EUR | BEL | ITA | SIN | JPN | CHN | BRA | 0    | 第10 |
| 2008 | VJM01 | 法拉利 056 2.4 V8       | B    | 阿德里安·苏蒂尔 | Ret | Ret | 19  | Ret | 16  | Ret | Ret | 19  | Ret | 15  | Ret | Ret | 13  | 19  | Ret | Ret | Ret | 16  | 0    | 第10 |
| 2008 | VJM01 | 法拉利 056 2.4 V8       | B    | 詹卡洛·费斯切拉 | Ret | 12  | 12  | 10  | Ret | Ret | Ret | 18  | Ret | 16  | 15  | 14  | 17  | Ret | 14  | Ret | 17  | 18  | 0    | 第10 |
| 2009 | VJM02 | 梅賽德斯 FO 108W 2.4 V8 | B    |                 | AUS | MAL | CHN | BHR | ESP | MON | TUR | GBR | GER | HUN | EUR | BEL | ITA | SIN | JPN | BRA | ABU |     | 13   | 第9  |
| 2009 | VJM02 | 梅賽德斯 FO 108W 2.4 V8 | B    | 阿德里安·苏蒂尔 | 9   | 17  | 17† | 16  | Ret | 14  | 17  | 17  | 15  | Ret | 10  | 11  | 4F  | Ret | 13  | Ret | 17  |     | 13   | 第9  |
| 2009 | VJM02 | 梅賽德斯 FO 108W 2.4 V8 | B    | 詹卡洛·费斯切拉 | 11  | 18† | 14  | 15  | 14  | 9   | Ret | 10  | 11  | 14  | 12  | 2P  |     |     |     |     |     |     | 13   | 第9  |
| 2009 | VJM02 | 梅賽德斯 FO 108W 2.4 V8 | B    | 维坦托尼奥·柳齐 |     |     |     |     |     |     |     |     |     |     |     |     | Ret | 14  | 14  | 11  | 15  |     | 13   | 第9  |

### 2010年代
| 2010  | VJM03        | 梅賽德斯 FO 108X 2.4 V8         | B |                 | BHR | AUS | MAL | CHN | ESP | MON | TUR | CAN | EUR | GBR | GER | HUN | BEL | ITA | SIN | JPN | KOR | BRA | ABU |     |     | 68  | 第7 |
| 2010  | VJM03        | 梅賽德斯 FO 108X 2.4 V8         | B | 阿德里安·苏蒂尔 | 12  | Ret | 5   | 11  | 7   | 8   | 9   | 10  | 6   | 8   | 17  | Ret | 5   | 16  | 9   | Ret | Ret | 12  | 13  |     |     | 68  | 第7 |
| 2010  | VJM03        | 梅賽德斯 FO 108X 2.4 V8         | B | 维坦托尼奥·柳齐 | 9   | 7   | Ret | Ret | 15† | 9   | 13  | 9   | 16  | 11  | 16  | 13  | 10  | 12  | Ret | Ret | 6   | Ret | Ret |     |     | 68  | 第7 |
| 2011  | VJM04        | 梅賽德斯 FO 108Y 2.4 V8         | P |                 | AUS | MAL | CHN | TUR | ESP | MON | CAN | EUR | GBR | GER | HUN | BEL | ITA | SIN | JPN | KOR | IND | ABU | BRA |     |     | 69  | 第6 |
| 2011  | VJM04        | 梅賽德斯 FO 108Y 2.4 V8         | P | 阿德里安·苏蒂尔 | 9   | 11  | 15  | 13  | 13  | 7   | Ret | 9   | 11  | 6   | 14  | 7   | Ret | 8   | 11  | 11  | 9   | 8   | 6   |     |     | 69  | 第6 |
| 2011  | VJM04        | 梅賽德斯 FO 108Y 2.4 V8         | P | 保罗·迪·雷斯塔  | 10  | 10  | 11  | Ret | 12  | 12  | 18† | 14  | 15  | 13  | 7   | 11  | 8   | 6   | 12  | 10  | 13  | 9   | 8   |     |     | 69  | 第6 |
| 2012  | VJM05        | 梅賽德斯 FO 108Z 2.4 V8         | P |                 | AUS | MAL | CHN | BHR | ESP | MON | CAN | EUR | GBR | GER | HUN | BEL | ITA | SIN | JPN | KOR | IND | ABU | USA | BRA |     | 109 | 第7 |
| 2012  | VJM05        | 梅賽德斯 FO 108Z 2.4 V8         | P | 保罗·迪·雷斯塔  | 10  | 7   | 12  | 6   | 14  | 7   | 11  | 7   | Ret | 11  | 12  | 10  | 8   | 4   | 12  | 12  | 12  | 9   | 15  | 19† |     | 109 | 第7 |
| 2012  | VJM05        | 梅賽德斯 FO 108Z 2.4 V8         | P | 尼科·霍肯伯格   | Ret | 9   | 15  | 12  | 10  | 8   | 12  | 5   | 12  | 9   | 11  | 4   | 21† | 14F | 7   | 6   | 8   | Ret | 8   | 5   |     | 109 | 第7 |
| 2013  | VJM06        | 梅賽德斯 FO 108Z 2.4 V8         | P |                 | AUS | MAL | CHN | BHR | ESP | MON | CAN | GBR | GER | HUN | BEL | ITA | SIN | KOR | JPN | IND | ABU | USA | BRA |     |     | 77  | 第6 |
| 2013  | VJM06        | 梅賽德斯 FO 108Z 2.4 V8         | P | 保罗·迪·雷斯塔  | 8   | Ret | 8   | 4   | 7   | 9   | 7   | 9   | 11  | 18† | Ret | Ret | 20† | Ret | 11  | 8   | 6   | 15  | 11  |     |     | 77  | 第6 |
| 2013  | VJM06        | 梅賽德斯 FO 108Z 2.4 V8         | P | 阿德里安·苏蒂尔 | 7   | Ret | Ret | 13  | 13  | 5   | 10  | 7   | 13  | Ret | 9   | 16† | 10  | 20† | 14  | 9   | 10  | Ret | 13  |     |     | 77  | 第6 |
| 2014  | VJM07        | 梅賽德斯 PU106A Hybrid 1.6 V6 t | P |                 | AUS | MAL | BHR | CHN | ESP | MON | CAN | AUT | GBR | GER | HUN | BEL | ITA | SIN | JPN | RUS | USA | BRA | ABU |     |     | 155 | 第6 |
| 2014  | VJM07        | 梅賽德斯 PU106A Hybrid 1.6 V6 t | P | 沙治奥·佩雷斯   | 10  | DNS | 3   | 9   | 9   | Ret | 11† | 6F  | 11  | 10  | Ret | 8   | 7   | 7   | 10  | 10  | Ret | 15  | 7   |     |     | 155 | 第6 |
| 2014  | VJM07        | 梅賽德斯 PU106A Hybrid 1.6 V6 t | P | 尼科·霍肯伯格   | 6   | 5   | 5   | 6   | 10  | 5   | 5   | 9   | 8   | 7   | Ret | 10  | 12  | 9   | 8   | 12  | Ret | 8   | 6   |     |     | 155 | 第6 |
| 2015  | VJM08 VJM08B | 梅賽德斯 PU106B Hybrid 1.6 V6 t | P |                 | AUS | MAL | CHN | BHR | ESP | MON | CAN | AUT | GBR | HUN | BEL | ITA | SIN | JPN | RUS | USA | MEX | BRA | ABU |     |     | 136 | 第5 |
| 2015  | VJM08 VJM08B | 梅賽德斯 PU106B Hybrid 1.6 V6 t | P | 沙治奥·佩雷斯   | 10  | 13  | 11  | 8   | 13  | 7   | 11  | 9   | 9   | Ret | 5   | 6   | 7   | 12  | 3   | 5   | 8   | 12  | 5   |     |     | 136 | 第5 |
| 2015  | VJM08 VJM08B | 梅賽德斯 PU106B Hybrid 1.6 V6 t | P | 尼科·霍肯伯格   | 7   | 14  | Ret | 13  | 15  | 11  | 8   | 6   | 7   | Ret | DNS | 7   | Ret | 6   | Ret | Ret | 7   | 6   | 7   |     |     | 136 | 第5 |
| 2016  | VJM09        | 梅賽德斯 PU106C Hybrid 1.6 V6 t | P |                 | AUS | BHR | CHN | RUS | ESP | MON | CAN | EUR | AUT | GBR | HUN | DEU | BEL | ITA | SIN | MAL | JPN | USA | MEX | BRA | ABU | 173 | 第4 |
| 2016  | VJM09        | 梅賽德斯 PU106C Hybrid 1.6 V6 t | P | 沙治奥·佩雷斯   | 13  | 16  | 11  | 9   | 7   | 3   | 10  | 3   | 17† | 6   | 11  | 10  | 5   | 8   | 8   | 6   | 7   | 8   | 10  | 4   | 8   | 173 | 第4 |
| 2016  | VJM09        | 梅賽德斯 PU106C Hybrid 1.6 V6 t | P | 尼科·霍肯伯格   | 7   | 15  | 15F | Ret | Ret | 6   | 8   | 9   | 19† | 7   | 10  | 7   | 4   | 10  | Ret | 8   | 8   | Ret | 7   | 7   | 7   | 173 | 第4 |
| 2017  | VJM10        | 梅賽德斯 M08 EQ Power+ 1.6 V6 t | P |                 | AUS | CHN | BHR | RUS | ESP | MON | CAN | AZB | AUT | GBR | HUN | BEL | ITA | SIN | MAL | JPN | USA | MEX | BRA | ABU |     | 187 | 第4 |
| 2017  | VJM10        | 梅賽德斯 M08 EQ Power+ 1.6 V6 t | P | 沙治奥·佩雷斯   | 7   | 9   | 7   | 6   | 4   | 13F | 5   | Ret | 7   | 9   | 8   | 17† | 9   | 5   | 6   | 7   | 8   | 7   | 9   | 7   |     | 187 | 第4 |
| 2017  | VJM10        | 梅賽德斯 M08 EQ Power+ 1.6 V6 t | P | 埃斯特班·奥康   | 10  | 10  | 10  | 7   | 5   | 12  | 6   | 6   | 8   | 8   | 9   | 9   | 6   | 10  | 10  | 6   | 6   | 5   | Ret | 8   |     | 187 | 第4 |
| 2018  | VJM11        | 梅賽德斯 M09 EQ Power+ 1.6 V6 t | P |                 | AUS | BHR | CHN | AZB | ESP | MON | CAN | FRA | AUT | GBR | DEU | HUN | BEL | ITA | SIN | RUS | JPN | USA | MEX | BRA | ABU | 0*  | Ex* |
| 2018  | VJM11        | 梅賽德斯 M09 EQ Power+ 1.6 V6 t | P | 沙治奥·佩雷斯   | 11  | 16  | 12  | 3   | 9   | 12  | 14  | Ret | 7   | 10  | 7   | 14  |     |     |     |     |     |     |     |     |     | 0*  | Ex* |
| 2018  | VJM11        | 梅賽德斯 M09 EQ Power+ 1.6 V6 t | P | 埃斯特班·奥康   | 12  | 10  | 11  | Ret | Ret | 6   | 9   | Ret | 6   | 7   | 8   | 13  |     |     |     |     |     |     |     |     |     | 0*  | Ex* |
| 来源: |              |                                 |   |                 |     |     |     |     |     |     |     |     |     |     |     |     |     |     |     |     |     |     |     |     |     |     |     |

备注
- *2018赛季夏休期前，印度力量车队已得到59个积分，但自比利时站起，车队虽然仍以“印度力量-梅赛德斯”名称出赛，但实际主体为赛点印度力量车队，接手后的新车队被视为独立主体，不可继承积分。[78]

## 外部連結
- 印度力量车队各赛季赛果
- 印度力量官方網站
- 印度力量車隊的X（前Twitter）
- 印度力量車隊的Facebook專頁

## 备注
1. ↑  新车队接手前，原印度力量车队已得到59个积分，但按照F1规定，接手后积分将清零